# Вилла «Эдит»
«Вилла „Эдит“» — приключенческая повесть, сюжет которой связан с судьбой культурных ценностей, утраченных во время Великой Отечественной войны, прежде всего — Янтарной комнаты. Действие повести разворачивается в Калининграде. Вышедшая в 1958 году повесть пользовалась очень большой популярностью среди жителей Калининграда и оказала влияние на популярную культуру города.

## Сюжет
Повесть состоит из двух частей, действие которых происходит в разное время.
Первый план повести разворачивается в 1944 году, когда под Москвой создаётся группа разведчиков, которая должна быть заброшена в Кёнигсберг. В Кёнигсберге их ждёт дочь немецкого генерала Эдит Хеймнитц, которая на самом деле является советской разведчицей Ниной.
Вторая часть повести разворачивается в 1955 году. В этой части описывается как два немецких шпиона, приехавших в Калининград, пытаются вывезти в Германию планы тайных подземелий, где спрятана Янтарная комната.

## Популярность
Повесть была очень популярна. Она выдержала несколько изданий (последнее в 1968 году). В 1957 году в Калининградском театре была поставлена пьеса по мотивам повести. Премьера её состоялась 21 мая 1957 года. Этот спектакль продолжал идти в театре с аншлагами на протяжении десяти сезонов. В 1970 году спектакль восстановили, но старая популярность к нему уже не вернулась.

## Влияние повести на популярную культуру
В повести описывалась якобы существовавшая под Калининградом система подземелий («подземный Кёнигсберг»). Благодаря этой повести, а такие последовавшими за ней многим другим повестям подобного рода, в Калининграде сложилась городская легенда о подземном городе. В действительности же Кёнигсберг конечно имел развитое подземное хозяйство, но о целом тайном подземном городе, описывавшемся в «Вилле Эдит» не идёт и речи. Во-первых, подземное строительство в Калининграде существенно затруднено из-за геологических особенностей, во-вторых за прошедшие после войны годы «подземный Кёнигсберг» никак не проявил себя во время строительных работ, прокладки канализационных и водопроводных сетей и т. д..

## Вопрос авторства
В качестве автора повести был указан Марк Михайлович Баринов. Однако в Калининграде никто его не знал. Журналистам, опрашивавшим впоследствии калининградских писателей, не удалось ничего узнать об этом человеке. Не был знаком с автором и художник, оформлявший книгу (Резчиков, Владимир Иванович). Позднее выяснилось, что автором книги был литератор-любитель, профессиональный морской офицер. Имя автора было подлинным (ранее имелись предположения о том, что Марк Михайлович Баринов — псевдоним)
Марк Михайлович Баринов родился 6 января 1925 года. Родители назвали его Евгением, но ему это имя не нравилось (оно казалось ему слишком женским), и впоследствии он сменил имя на "Марк". Отец Марка Баринова, Михаил Васильевич Баринов, бывший начальником Главного управления нефтяной промышленности СССР, был расстрелян в 1937 году как враг народа.
Во время Великой Отечественной войны Марк Баринов командовал пулемётным отделением, потом служил на Северном флоте, а в пятидесятых годах был переведён на Балтийский флот. Во время службы в Балтийске он и написал «Виллу Эдит». В 1956 году Марк Баринов уехал из Калининградской области, впоследствии он учился в Литературном институте имени Горького и занимался педагогической деятельностью. Умер 13 декабря 1984 года.

## Прообраз Виллы «Эдит»

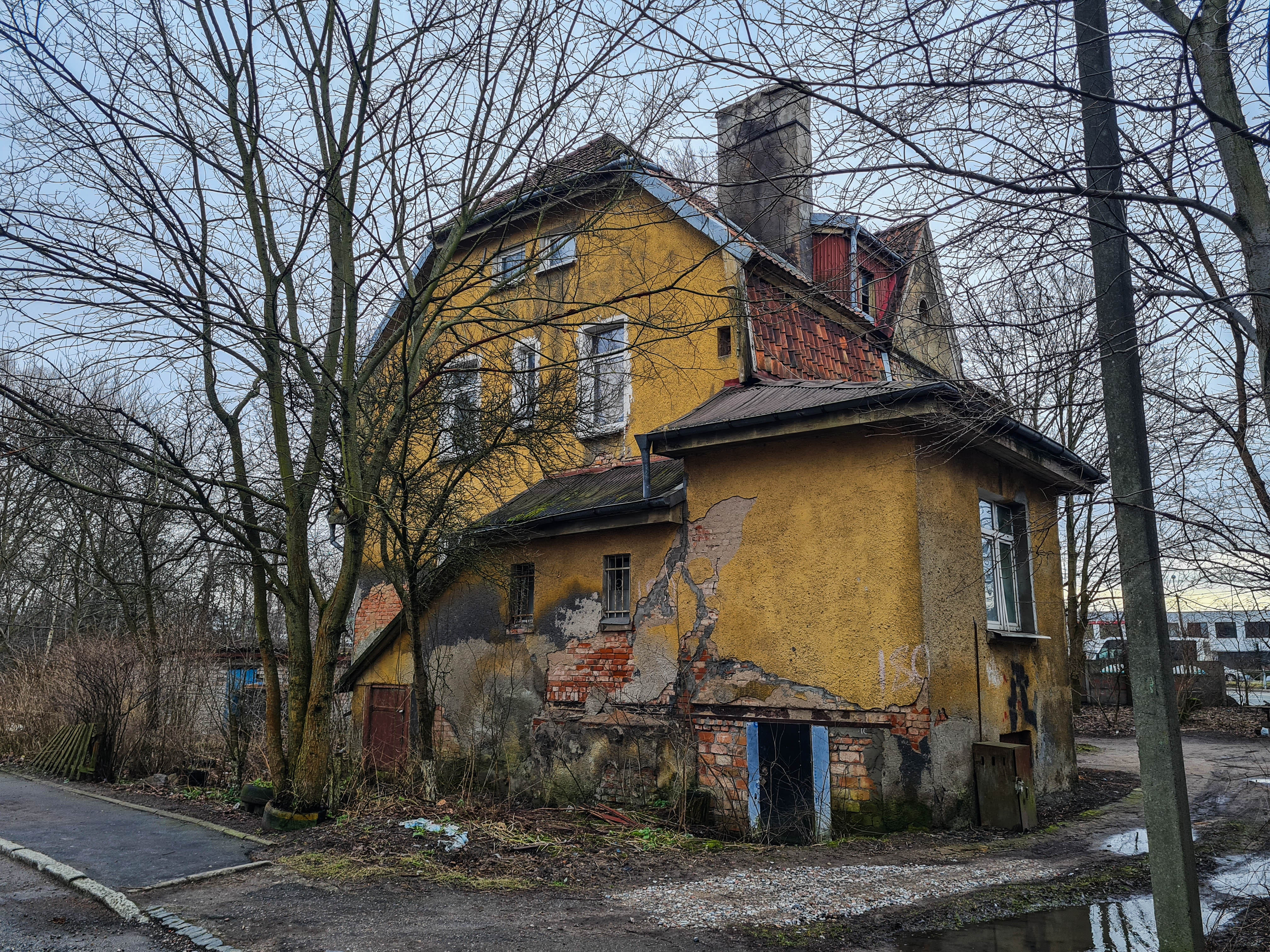
Вилла Эдит
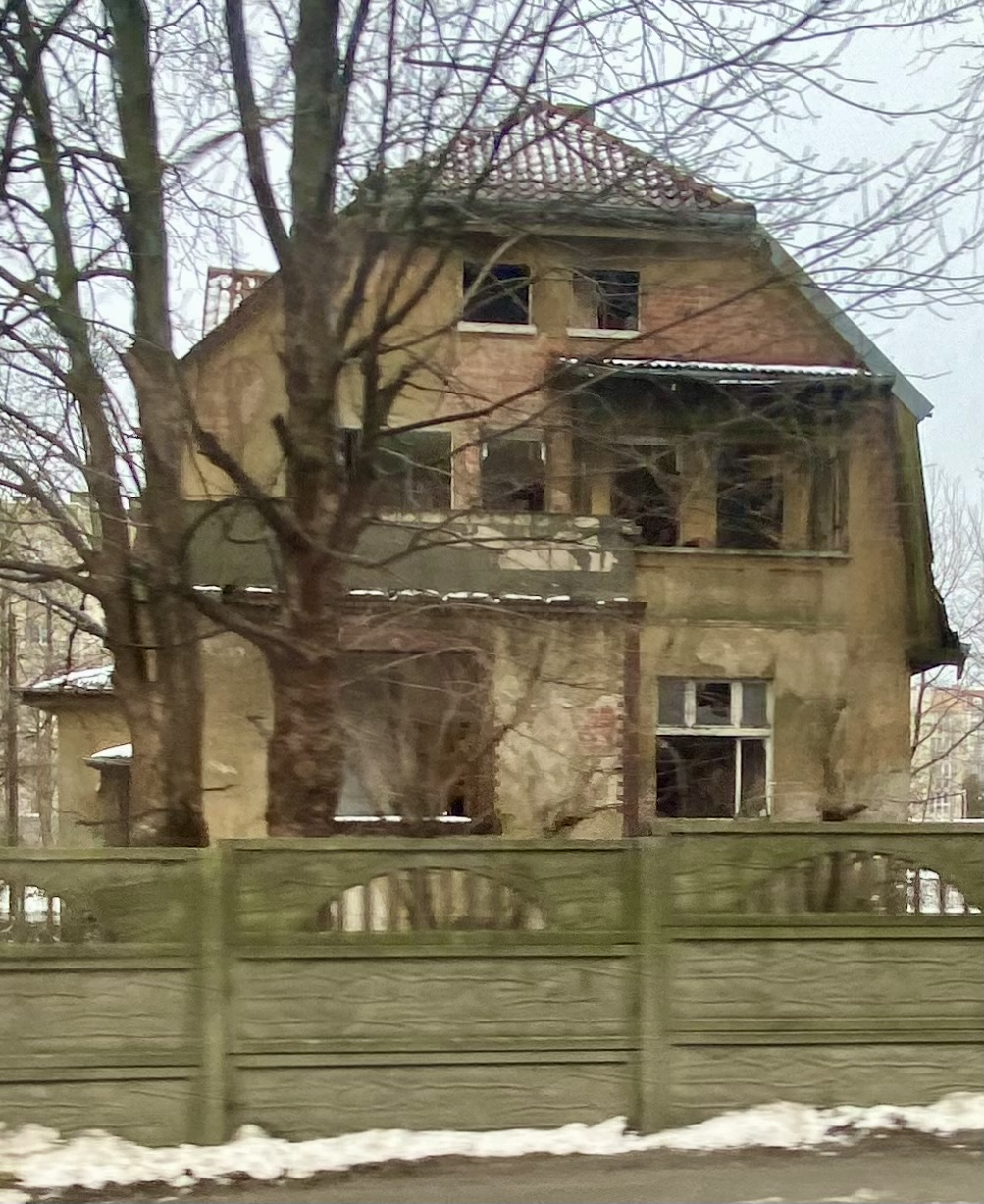
2025 год

В повести упоминается, что вилла «Эдит» находилась при въезде в город перед железнодорожным переездом. Этому описанию соответствует дом № 180 на проспекте Победы. Однако по утверждениям старожилов, раньше ближе к переезду находился другой дом, который впоследствии снесли. Возможно, именно он был прообразом Виллы «Эдит».